# Holercani
Holercani – miejscowość i gmina w Mołdawii, w rejonie Dubosary. Położona jest na prawym brzegu Dniestru, w odległości 55 km na północny wschód od Kiszyniowa.
Miejscowość pierwszy raz wzmiankowana w 1607 r. jako Horilcani.
Podczas wojny o Naddniestrze w 1992 r. Holercani były jednym z ośrodków mobilizacji mołdawskich jednostek policyjnych i paramilitarnych. Stąd w marcu 1992 r. wyruszyły jednostki, które przekroczyły Dniestr i utrwaliły kontrolę Kiszyniowa nad sprzyjającą Mołdawii lewobrzeżną wsią Cocieri. Z niej następnie podejmowane były nieudane próby opanowania Dubosar oraz przecięcia drogi z tego miasta do Tyraspola, stolicy samozwańczej republiki Naddniestrza.
Według mołdawskiego spisu powszechnego z 2004 r. we wsi żyły 2522 osoby. Niemal wszystkie (99,52%) deklarowały narodowość mołdawską, w pojedynczych przypadkach wskazywana była narodowość ukraińska, rosyjska, gagauzka lub inna.